# Avaaraq S. Olsen
Avaaraq S. Olsen (født 29. oktober 1984) er en grønlandsk lokalpolitiker som har været borgmester i Sermersooq Kommune siden 2022. Politisk tilhører hun partiet Inuit Ataqatigiit (IA).

## Baggrund
Avaaraq S. Olsen stammer fra Narsaq. Hun er uddannet i Service Economics fra Randers Business Academy i 2010 og afsluttede en læreruddannelse på Ilisimatusarfik i 2018. Hun arbejdede som skolekonsulent i Sermersooq Kommune før hun blev borgmester.

## Karrierre
Hun har tidligere været formand for IA's ungdomsorganiation, IA Ungdom, og været medlem af IA's hovedbestyrelse. Hun har været medlem af IA siden 2013 og stillede op for første gang ved kommunalvalget samme år i Kujalleq Kommune, hvor hun blev valgt til kommunalbestyrelsen med næstflest stemmer for sit parti. Hun var 2. viceborgmester i Kujalleq Kommune. Hun stillede ikke op igen ved kommunalvalget i 2017, men stillede op igen ved kommunalvalget i 2021, denne gang i Sermersooq Kommune. Der fik hun med fjerdeflest stemmer for sit parti en plads i kommunalbestyrelsen. Efter borgmester Charlotte Ludvigsens afgang blev hun den 31. maj 2022 valgt som Ludvigsens efterfølger som borgmester i Grønlands hovedstadskommune. Hun tiltrådte posten den 15. juni.

## Politiske holdninger
Avaaraq S. Olsen anerkendte i forbindelse med lanceringen af dokumentarfilmen Grønlands hvide guld bygden Arsuks befolkning for deres medvirken i filmen. 

Citat:
“Jeres fortællinger har skabt en bredere forståelse af de udfordringer, som små samfund som Arsuk har stået overfor, og de har givet hele kommunen og landet et værdifuldt indblik i fortiden. Dette er en mulighed for, at vi som samfund kan reflektere og tage ved lære for at skabe en bedre fremtid.”